# Primera División de Chile 1999
El Campeonato Nacional de Fútbol de la Primera División de Chile de 1999 fue el torneo disputado de la primera categoría del fútbol profesional chileno en el año 1999.
El campeón del torneo fue Universidad de Chile, que logró su décima estrella. Además, tuvo una racha de 33 fechas invicto, abarcadas desde la 3º fecha de la etapa inicial hasta la 5º fecha del octagonal o liguilla por el campeonato. Es, hasta la fecha, el récord de partidos invicto en un solo torneo de Primera División.
El torneo se dividió en dos etapas, cada una jugadas con un sistema de todos-contra-todos. En la primera etapa, jugada en dos rondas, los primeros ocho equipos clasificarían a la liguilla por el campeonato, mientras que el resto de los equipos, jugarían en la liguilla por el descenso. Las liguillas por el campeonato y por el descenso, se jugaron en una única ronda. En el caso de la liguilla del campeonato, se dividió por 4 el puntaje de la primera etapa y se sumó con el puntaje de la liguilla, para decidir al campeón. En cambio para la liguilla de descenso, se sumó el puntaje de la primera etapa, para decidir a los equipos que descendían y a los que disputarían la Liguilla de Promoción, contra 2 equipos de la Primera B.

## Ascensos y descensos
| Pos  | Ascendidos de la Primera B 1998 |
| ---- | ------------------------------- |
| 1º   | Cobresal                        |
| 2º   | O'Higgins                       |
| Lig. | Santiago Morning                |

| Pos  | Descendidos en la temporada 1998 |
| ---- | -------------------------------- |
| Lig. | Provincial Osorno                |
| 15º  | Santiago Wanderers               |
| 16º  | Deportes Temuco                  |

## Equipos por región
| Región               | N.º | Equipos                                                                                             |
| -------------------- | --- | --------------------------------------------------------------------------------------------------- |
| Región Metropolitana | 6   | Audax Italiano, Colo-Colo, Palestino, Santiago Morning, Universidad Católica y Universidad de Chile |
| Coquimbo             | 2   | Coquimbo Unido y Deportes La Serena                                                                 |
| Biobío               | 2   | Deportes Concepción y Huachipato                                                                    |
| Tarapacá             | 1   | Deportes Iquique                                                                                    |
| Antofagasta          | 1   | Cobreloa                                                                                            |
| Atacama              | 1   | Cobresal                                                                                            |
| O'Higgins            | 1   | O'Higgins                                                                                           |
| Maule                | 1   | Rangers                                                                                             |
| Los Lagos            | 1   | Deportes Puerto Montt                                                                               |

|
| Audax Italiano Universidad de Chile Colo-Colo Universidad Católica Palestino Santiago Morning |

|}

## Fase regular
| Pos | Equipo                | PJ | PG | PE | PP | GF | GC | Dif | Pts |
| --- | --------------------- | -- | -- | -- | -- | -- | -- | --- | --- |
| 1   | Universidad de Chile  | 30 | 23 | 6  | 1  | 66 | 27 | 39  | 75  |
| 2   | Universidad Católica  | 30 | 19 | 7  | 4  | 67 | 31 | 36  | 64  |
| 3   | Cobreloa              | 30 | 16 | 8  | 6  | 62 | 29 | 33  | 56  |
| 4   | Colo-Colo             | 30 | 13 | 10 | 7  | 45 | 37 | 8   | 49  |
| 5   | Audax Italiano        | 30 | 11 | 8  | 11 | 42 | 37 | 5   | 41  |
| 6   | Huachipato            | 30 | 11 | 8  | 11 | 46 | 47 | -1  | 41  |
| 7   | Palestino             | 30 | 11 | 6  | 13 | 48 | 53 | -5  | 39  |
| 8   | Santiago Morning      | 30 | 10 | 8  | 12 | 41 | 41 | 0   | 38  |
| 9   | Deportes Puerto Montt | 30 | 10 | 8  | 12 | 52 | 55 | -3  | 38  |
| 10  | O'Higgins             | 30 | 11 | 5  | 14 | 47 | 59 | -12 | 38  |
| 11  | Deportes Concepción   | 30 | 9  | 8  | 13 | 38 | 41 | -3  | 35  |
| 12  | Cobresal              | 30 | 9  | 8  | 13 | 39 | 45 | -6  | 35  |
| 13  | Deportes Iquique      | 30 | 8  | 8  | 14 | 37 | 47 | -10 | 32  |
| 14  | Coquimbo Unido        | 30 | 6  | 10 | 14 | 44 | 70 | -26 | 28  |
| 15  | Rangers               | 30 | 6  | 6  | 18 | 26 | 52 | -26 | 24  |
| 16  | Deportes La Serena    | 30 | 4  | 12 | 14 | 30 | 59 | -29 | 24  |

PJ=Partidos jugados; PG=Partidos ganados; PE=Partidos empatados; PP=Partidos perdidos; GF=Goles a favor; GC=Goles en contra; Dif=Diferencia de gol; Pts=Puntos
|  | Clasifica a la liguilla por el campeonato |
|  | Juega la Liguilla de Descenso             |

## Liguilla por el Campeonato
| Pos | Equipo               | PJ | PG | PE | PP | GF  | GC | Dif | Pts | PB | PT |
| --- | -------------------- | -- | -- | -- | -- | --- | -- | --- | --- | -- | -- |
| 1   | Universidad de Chile | 14 | 8  | 4  | 2  | 90  | 43 | 47  | 28  | 19 | 47 |
| 2   | Universidad Católica | 14 | 8  | 4  | 2  | 102 | 50 | 52  | 28  | 16 | 44 |
| 3   | Cobreloa             | 14 | 8  | 2  | 4  | 94  | 49 | 45  | 26  | 14 | 40 |
| 4   | Colo-Colo            | 14 | 5  | 3  | 6  | 62  | 57 | 5   | 18  | 12 | 30 |
| 5   | Santiago Morning     | 14 | 3  | 6  | 5  | 65  | 66 | -1  | 15  | 10 | 25 |
| 6   | Palestino            | 14 | 4  | 3  | 7  | 73  | 88 | -15 | 15  | 10 | 25 |
| 7   | Audax Italiano       | 14 | 3  | 4  | 7  | 59  | 60 | -1  | 13  | 10 | 23 |
| 8   | Huachipato           | 14 | 2  | 4  | 8  | 62  | 79 | -17 | 10  | 10 | 20 |

PJ=Partidos jugados; PG=Partidos ganados; PE=Partidos empatados; PP=Partidos perdidos; GF=Goles a favor; GC=Goles en contra; Dif=Diferencia de gol; Pts=Puntos; PB=Puntos de bonificación; PT=Puntos totales
|  | Campeón. Clasifica a la Copa Libertadores 2000 |
|  | Clasifica a la Copa Libertadores 2000          |

- Nota: El puntaje de bonificación es la cuarta parte del puntaje obtenido en la primera etapa.

## Campeón
| Universidad de Chile            |
| Universidad de Chile 10º Título |

## Liguilla por la Permanencia
| Pos | Equipo                | PJ | PG | PE | PP | GF | GC | Dif | Pts |
| --- | --------------------- | -- | -- | -- | -- | -- | -- | --- | --- |
| 9   | O'Higgins             | 44 | 18 | 8  | 18 | 77 | 86 | -9  | 62  |
| 10  | Deportes Concepción   | 44 | 16 | 12 | 16 | 60 | 59 | 1   | 60  |
| 11  | Coquimbo Unido        | 44 | 15 | 14 | 15 | 77 | 84 | -7  | 59  |
| 12  | Deportes Puerto Montt | 44 | 14 | 12 | 18 | 71 | 84 | -13 | 54  |
| 13  | Cobresal              | 44 | 14 | 11 | 19 | 64 | 74 | -10 | 53  |
| 14  | Deportes Iquique      | 44 | 13 | 12 | 19 | 65 | 72 | -7  | 51  |
| 15  | Rangers               | 44 | 10 | 8  | 26 | 52 | 78 | -26 | 38  |
| 16  | Deportes La Serena    | 44 | 7  | 12 | 25 | 53 | 97 | -44 | 33  |

PJ=Partidos jugados; PG=Partidos ganados; PE=Partidos empatados; PP=Partidos perdidos; GF=Goles a favor; GC=Goles en contra; Dif=Diferencia de gol; Pts=Puntos
|  | Juega la Liguilla de Promoción |
|  | Desciende a Primera B          |

## Liguilla de Promoción
Clasificaron a la Liguilla de Promoción, los equipos que se ubicaron en 3° y 4° lugar de la Primera B (Everton y Provincial Osorno), con los equipos que se ubicaron en 13° y 14° lugar de la Primera División (Cobresal y Deportes Iquique). Se agrupó a los equipos en dos llaves, el 3° de la B con el 14° de Primera y el 4° de la B con el 13° de Primera. El que ganase las llaves jugaría en Primera en 2000. 
Provincial Osorno perdió la categoría el año anterior, precisamente en la Liguilla de Promoción ante Santiago Morning y la recupera al año siguiente en la misma liguilla, pero esta vez teniendo a Cobresal como su rival. Los osorninos tuvieron una llave fácil, ganando los 2 partidos y enviaron a los nortinos al descenso, un año después de haber logrado el ascenso.   
Everton logró el regreso a la máxima categoría, luego de 4 años en el ascenso, superando en los 2 partidos de la otra llave a Deportes Iquique, equipo que en el Torneo de Clausura de la Primera B de hace 2 años, le robó la posibilidad de ascender a la Primera División. Los viñamarinos no tuvieron piedad con los iquiqueños, quienes luego de un año complicado en lo deportivo y económico, afrontaron los partidos de la Liguilla con un plantel casi exclusivamente compuesto por juveniles, ya que habían finiquitado a la mayoría de sus jugadores profesionales, tras no poder afrontar el pago de las remuneraciones de estos. Everton se aprovechó de la crisis de Iquique y ascendió con un marcador global de 2:0, poniendo fin a 2 años de estadía de Iquique en la Primera División.
Primera llave
| 19 de diciembre de 1999 | Provincial Osorno                    | 4:3 | Cobresal                     | Estadio Parque Schott, Osorno |                            |
|                         | Muñoz 41' · Olea 65', 66' · Soto 83' |     | 24', 69' Retamal · 59' Nuñez | Árbitro(s): Eduardo Gamboa    | Árbitro(s): Eduardo Gamboa |

| 22 de diciembre de 1999                                                                                | Cobresal                  | 2:3 (Global 5:7) | Provincial Osorno               | Estadio El Cobre, El Salvador |                          |
| | Cisternas 15' · Nuñez 70' |                  | 45' Olea · 51' Díaz · 60' Muñoz | Árbitro(s): Rubén Selman      | Árbitro(s): Rubén Selman |
| Provincial Osorno asciende a la Primera División y Cobresal desciende a la Primera B, para el año 2000 |                           |                  |                                 |                               |                          |

Segunda llave
| 19 de diciembre de 1999 | Everton  | 1:0 | Deportes Iquique | Estadio Sausalito, Viña del Mar |                           |
|                         | Riep 30' |     |                  | Árbitro(s): Mario Sánchez       | Árbitro(s): Mario Sánchez |

| 22 de diciembre de 1999                                                                               | Deportes Iquique | 0:1 (Global 0:2) | Everton    | Estadio Tierra de Campeones, Iquique |                             |
| |                  |                  | 7' Pereyra | Árbitro(s): Christian Lemus          | Árbitro(s): Christian Lemus |
| Everton asciende a la Primera División y Deportes Iquique desciende a la Primera B, para el año 2000. |                  |                  |            |                                      |                             |

## Goleadores
| Jugador               | Equipo                | Goles |
| --------------------- | --------------------- | ----- |
| Mario Núñez           | O'Higgins             | 34    |
| Pedro González        | Universidad de Chile  | 28    |
| Domingo Arévalo       | Deportes Puerto Montt | 25    |
| Jaime González        | O'Higgins             | 23    |
| José Luis Díaz        | Audax Italiano        | 23    |
| Raúl Duarte           | Huachipato            | 22    |
| Sebastián Rozental    | Universidad Católica  | 22    |
| Miguel Ángel Castillo | Palestino             | 21    |
| Jaime Riveros         | Cobreloa              | 20    |
| Pascual de Gregorio   | Coquimbo Unido        | 19    |
| Rubén Dundo           | Cobresal              | 18    |
| Hugo Brizuela         | Universidad Católica  | 18    |
| Rubén Vallejos        | Cobreloa              | 17    |
| Pablo Caballero       | Huachipato            | 17    |
| Mauricio Donoso       | Cobreloa              | 16    |
| Jorge Díaz            | Coquimbo Unido        | 16    |
| Juan Carlos Madrid    | Deportes Puerto Montt | 16    |
| Francisco Ferreira    | Deportes La Serena    | 15    |
| Jaime Valdés          | Palestino             | 15    |
| Diego Rivarola        | Santiago Morning      | 14    |
| César Díaz            | Cobreloa              | 13    |
| Rubén Martínez        | Cobresal              | 13    |
| Sergio Gioino         | Deportes Iquique      | 13    |
| Marcelo Corrales      | Palestino             | 13    |
| Arturo Norambuena     | Audax Italiano        | 12    |
| Felipe Flores         | Deportes La Serena    | 12    |
| Justo Javier Meza     | Deportes Puerto Montt | 12    |

### Hat-Tricks & Pókers
Aquí se encuentra la lista de hat-tricks y póker de goles (en general, tres o más goles marcados por un jugador en un mismo encuentro) conseguidos en la temporada.
| Fecha                    | Jugador            | Goles | Partido                                        |
| ------------------------ | ------------------ | ----- | ---------------------------------------------- |
| 13 de marzo de 1999      | Rodrigo Barrera    | 3     | Universidad de Chile vs. Deportes Puerto Montt |
| 21 de marzo de 1999      | Jaime Valdés       | 3     | Coquimbo Unido vs. Palestino                   |
| 16 de mayo de 1999       | Rubén Vallejos     | 3     | Rangers vs Cobreloa                            |
| 16 de mayo de 1999       | Francisco Ferreira | 4     | Deportes La Serena vs Palestino                |
| 9 de junio de 1999       | Domingo Arévalo    | 3     | Deportes Puerto Montt vs. Deportes La Serena   |
| 8 de agosto de 1999      | Raúl Duarte        | 3     | Deportes Concepción vs. Huachipato             |
| 28 de agosto de 1999     | Domingo Arévalo    | 3     | Deportes Puerto Montt vs. Cobreloa             |
| 1 de septiembre de 1999  | Marquinhos         | 3     | Colo-Colo vs Deportes Puerto Montt             |
| 5 de septiembre de 1999  | José Luis Díaz     | 3     | Audax Italiano vs Palestino                    |
| 20 de septiembre de 1999 | Emiliano Rey       | 3     | Universidad de Chile vs O'Higgins              |
| 20 de septiembre de 1999 | Mario Núñez        | 3     | Universidad de Chile vs O'Higgins              |
| 25 de septiembre de 1999 | Raúl Duarte        | 3     | Huachipato vs. Santiago Morning                |
| 2 de octubre de 1999     | José Luis Díaz     | 3     | Audax Italiano vs Deportes Puerto Montt        |
| 9 de octubre de 1999     | Juan Castillo      | 3     | Cobresal vs Deportes Iquique                   |
| 13 de octubre de 1999    | Pedro González     | 3     | Universidad de Chile vs Audax Italiano         |
| 30 de octubre de 1999    | Mario Núñez        | 3     | O'Higgins vs Deportes La Serena                |
| 28 de noviembre de 1999  | Pedro González     | 3     | Palestino vs Universidad de Chile              |
| 4 de diciembre de 1999   | Francisco Ferreira | 3     | Deportes La Serena vs O'Higgins                |
| 15 de diciembre de 1999  | Jaime González     | 5     | O'Higgins vs Deportes Iquique                  |

## Estadísticas
- El equipo con mayor cantidad de partidos ganados: Universidad de Chile 31 triunfos.
- El equipo con menor cantidad de partidos perdidos: Universidad de Chile 3 derrotas.
- El equipo con menor cantidad de partidos ganados: Deportes La Serena 7 triunfos.
- El equipo con mayor cantidad de partidos perdidos: Rangers 26 derrotas.
- El equipo con mayor cantidad de empates: Santiago Morning y Coquimbo Unido 14 empates.
- El equipo con menor cantidad de empates: Rangers y O'Higgins 8 empates.
- El equipo más goleador del torneo: Universidad Católica 102 goles a favor.
- El equipo más goleado del torneo: Deportes La Serena 97 goles en contra.
- El equipo menos goleado del torneo: Universidad de Chile 43 goles en contra.
- El equipo menos goleador del torneo: Rangers 52 goles a favor.
- Mejor diferencia de gol del torneo: Universidad Católica convirtió 52 goles más de los que recibió.
- Peor diferencia de gol del torneo: Deportes La Serena recibió 44 goles más de los convirtió.
- Mayor goleada del torneo: Cobreloa 9-1 Coquimbo Unido (fecha 6).